# 오 마이 갓! (NMB48의 노래)
〈오 마이 갓!〉(オーマイガー! 오-마이가-![*])은 NMB48의 2번째 싱글이다.

## 개요
캐치프레이즈는, 〈아직 원석투성이에요!!〉.
통상반 Type-A, 통상반 Type-B, 통상반 Type-C 외, 캬라아니 한정 발매인 극장반의 4형태로 출시, Type-A·Type-B·Type-C의 3번째 수록곡은 각각 다르다. 그 중 통상반 Type-A, 통상반 Type-B, 통상반 Type-C 첫회 생산분에는 전국 악수회 참가권과 오리지널 트레이딩 카드(전 16종 가운데) 랜덤 1장이 동봉되어, 극장반에는 개별 악수회 참가권이 동봉된다.

## 주요 기록
발매 전날인 10월 18일 자 오리콘 데일리 싱글 차트에서 약 17.2만 장을 판매해 첫 등장 1위를 획득, 매수에서는 전작 〈절멸 흑발 소녀〉의 기록을 4만 장 넘었다.
2011년 10월 31일 자 오리콘 주간 싱글 차트에서 약 26.5만 장을 판매해 첫 등장 1위에 올랐다. 데뷔로부터 2작품 연속 첫주 매상 20만 장 돌파는 KAT-TUN 이후 5년 3개월 만이며, 여성 아티스트 사상 최초의 쾌거이다.

## 수록곡

### 통상반 Type-A
자켓 사진 (표지):〈오 마이 갓!〉 선발 멤버 16명
자켓 사진 (뒷면):〈백조〉 멤버 11명
CD
1. オーマイガー! / 오 마이 갓! [4:20]
(작사: 아키모토 야스시 / 작곡: 고노헤 치카라 / 편곡: 이쿠타 마신)
2. 僕は待ってる / 난 기다리고 있어 [3:46]
(작사: 아키모토 야스시 / 작곡: 사카이 야스오 / 편곡: 노나카 “마사” 유이치)
3. 結晶 / 결정 [4:20] - 백조
(작사: 아키모토 야스시 / 작곡·편곡: 마루야마 마유코)
4. オーマイガー! off vocal ver.
5. 僕は待ってる off vocal ver.
6. 結晶 off vocal ver.

DVD
1. オーマイガー! Music Video
2. 結晶 Music Video
3. オーマイガー! Music Video（Dance Shot ver.）
4. 제1회 NMB 홍백 대항 수영 대회 (전편)

특전 (초회 프레스분만)
- 전국 악수회 참가권
- 트레이딩 카드 Type-A (전 16종)

### 통상반 Type-B
자켓 사진 (표지):〈오 마이 갓!〉 선발 멤버 16명
자켓 사진 (뒷면):〈홍조〉 멤버 12명
CD
1. オーマイガー! / 오 마이 갓!
2. 僕は待ってる / 난 기다리고 있어
3. 捕食者たちよ / 포식자들이여 [4:27] - 홍조
(작사: 아키모토 야스시 / 작곡: 타이라 류스케 / 편곡: 나카니시 료스케)
4. オーマイガー! off vocal ver.
5. 僕は待ってる off vocal ver.
6. 捕食者たちよ off vocal ver.

DVD
1. オーマイガー! Music Video
2. 結晶 Music Video
3. オーマイガー! Music Video（Dance Shot ver.）
4. 제1회 NMB 홍백 대항 수영 대회 (후편)

특전 (초회 프레스분만)
- 전국 악수회 참가권
- 트레이딩 카드 Type-B (전 16종)

### 통상반 Type-C
자켓 사진 (표지·뒷면):오가사와라 마유·죠니시 케이·시로마 미루·후쿠모토 아이나·야마다 나나·야마모토 사야카·죠 에리코
CD
1. オーマイガー! / 오 마이 갓!
2. 僕は待ってる / 난 기다리고 있어
3. 嘘の天秤 / 거짓말의 천칭 [4:51] - NMB 세븐
(작사: 아키모토 야스시 / 작곡: 카와우라 마사히로 / 편곡: 노나카 “마사” 유이치)
4. オーマイガー! off vocal ver.
5. 僕は待ってる off vocal ver.
6. 嘘の天秤 off vocal ver.

DVD
1. オーマイガー! Music Video
2. オーマイガー! Music Video（Dance Shot ver.）
3. NMB48 feat.요시모토 신 희극
4. NMB48의 궤적

특전 (초회 프레스분만)
- 전국 악수회 참가권
- 트레이딩 카드 Type-C (전 16종)

### 극장반
자켓 사진 (표지·뒷면):야마다 나나·야마모토 사야카·죠 에리코
CD
1. オーマイガー! / 오 마이 갓!
2. 結晶 / 결정 - 백조
3. 捕食者たちよ / 포식자들이여 - 홍조
4. なんでやねん、アイドル / 뭐라는겨, 아이돌
(작사: 아키모토 야스시 / 작곡·편곡: 요시노 타카오)
5. オーマイガー! off vocal ver.
6. 結晶 off vocal ver.
7. 捕食者たちよ off vocal ver.
8. なんでやねん、アイドル off vocal ver.

특전
- 개별 악수회 참가권

## 선발 멤버
소속 팀은 발매일 시점

### 오 마이 갓!
(센터:야마모토 사야카, 야마다 나나)
- 팀N: 오가사와라 마유, 카도와키 카나코, 키시노 리카, 키노시타 하루나, 코타니 리호, 죠니시 케이, 시로마 미루, 후쿠모토 아이나, 야마구치 유키, 야마다 나나, 야마모토 사야카
- 연구생: 죠 에리코, 무라카미 아야카, 야구라 후코, 야마기시 나츠미, 요기 케이라
당초 콘도·요시다·와타나베가 선발 멤버에 들어가 있었으나, 요시다의 근신에 따라 멤버 선발이 다시 되어, 대신에 야마구치·무라카미·야마기시가 선발이 되었다.
연구생인 야마기시·죠·무라카미·야구라·요기는 첫 선발 진입. 상기의 콘도·요시다·와타나베 이외에, 시노하라·마츠다가 선발이 되지 못하였다.

### 나는 기다리고 있어
(센터:야마모토 사야카)
- 팀N: 오가사와라 마유, 카도와키 카나코, 키시노 리카, 키노시타 하루나, 코타니 리호, 콘도 리나, 시노하라 칸나, 죠니시 케이, 시로마 미루, 후쿠모토 아이나, 야마구치 유키, 야마다 나나, 야마모토 사야카, 와타나베 미유키
- 1기 연구생: 오오타 리오나, 오키타 아야카, 카와카미 레나, 키노시타 모모카, 코야나기 아리사, 하라 미즈키, 히카와 아야노, 야마기시 나츠미
- 2기 연구생: 아즈마 유키, 이시다 유미, 우노 미즈키, 오오타니 리코, 오카다 리사코, 코가 나루미, 코다카리 유카, 사토 소라이, 죠 에리코, 타카노 유이, 타키야마 아카네, 타니가와 아이리, 나카가와 히로미, 니시자와 루리나, 하야시 모모카, 후지타 루나, 미타 마오, 무라카미 아야카, 무라세 사에, 야구라 후코, 야마모토 히토미, 요기 케이라
CD 수록에 참가한 멤버 전원 가창.

### 결정
〈백조〉 명의
(센터:야마모토 사야카)
- 팀N: 오가사와라 마유, 키시노 리카, 키노시타 하루나, 코타니 리호, 시노하라 칸나, 후쿠모토 아이나, 야마다 나나, 야마모토 사야카
- 연구생: 오키타 아야카, 무라카미 아야카, 야구라 후코, 야마기시 나츠미
연구생으로부터 오키타·무라카미·야구라·야마기시가 새롭게 참가.

### 포식자들이여
〈홍조〉 명의
(센터:죠 에리코)
- 탐N: 카도와키 카나코, 콘도 리나, 죠니시 케이, 시로마 미루, 야마구치 유키, 와타나베 미유키
- 연구생: 오오타 리오나, 카와카미 레나, 키노시타 모모카, 죠 에리코, 히카와 아야메, 요기 케이라
연구생으로부터 오오타·카와카미·키노시타·죠·히카와·요기가 새롭게 참가. 전작 참가 멤버에서 근신중인 마츠다·요시다는 낙선.

### 거짓말의 천칭
〈NMB 세븐〉 명의
(센터:야마모토 사야카)
- 팀N: 오가사와라 마유, 죠니시 케이, 시로마 미루, 후쿠모토 아이나, 야마다 나나, 야마모토 사야카
- 연구생: 죠 에리코

### 뭐라는겨, 아이돌
(센터:카도와키 카나코, 키노시타 하루나)
- 팀N: 카도와키 카나코, 키노시타 하루나
- 연구생: 오오타니 리코, 오카다 리사코, 코다카리 유카, 코야나기 아리사, 타카노 유이, 타키야마 아카네, 타니가와 아이리, 하라 미즈키, 후지타 루나, 무라세 사에